# Antonio Rüdiger
Pour les articles homonymes, voir Rüdiger.
Antonio Rüdiger, né le 3 mars 1993 à Berlin en Allemagne, est un  footballeur international allemand évoluant au poste de défenseur central au Real Madrid.
Il remporte la Ligue Europa 2019, la Ligue des Champions 2021, la Supercoupe de l'UEFA 2021 et la Coupe du monde des clubs de la même année avec Chelsea.
Au Real Madrid, il est champion d'Espagne, remporte la Supercoupe de l'UEFA à deux reprises, la Coupe du monde des clubs et la Ligue des Champions.
Avec l'équipe d'Allemagne, il remporte la Coupe des confédérations en 2017.

## Biographie

### Enfance et formation
Antonio Rüdiger est né le 3 mars 1993, à Berlin, d'un père afro-allemand, Matthias, et d'une mère originaire de Sierra Leone, Lily. Son demi-frère est le footballeur Sahr Senesie qui devient son agent. Antonio grandit à Neukölln, quartier populaire de Berlin.
Antonio Rüdiger a pour modèle dans son enfance George Weah. Il joue pour plusieurs clubs de Berlin-Neukölln : VfB Sperber Neukölln, SV Tasmanie Berlin-Neukölln et Neuköllner Sportfreunde. En 2008, il quitte l'équipe de jeunes du Hertha Zehlendorf pour le Borussia Dortmund.

### VfB Stuttgart (2011-2016)
Au printemps 2011, Antonio Rüdiger rejoint le VfB Stuttgart. Mais en raison de son arrivée tardive à la mi-année il n'est pas qualifié pour jouer.
Rüdiger fait ses débuts en Bundesliga lors d'un match contre le Borussia Mönchengladbach en janvier 2012, comme arrière droit.
Le 4 octobre 2012, Rüdiger fait ses débuts en Ligue Europa contre les Norvégiens de Molde FK. Après le départ de Maza au mercato d'hiver, Antonio est régulièrement utilisé au cours de la seconde moitié de la saison 2012-2013. Il évolue en défense centrale en championnat quand Georg Niedermeier et Serdar Taşçı sont blessés ou suspendus. Le 19 avril 2013, Antonio Rüdiger prolonge son contrat avec le VfB Stuttgart jusqu'en juin 2017.
Il inscrit son premier but en Bundesliga le 1er septembre 2013 lors de la victoire 6-2 à domicile face à Hoffenheim.

### AS Roma (2015-2017)
Le 19 août 2015, Rüdiger fait l'objet d'un prêt payant d'un an de 4 millions d'euros à l'AS Roma, assorti d'une option d'achat de 9 millions d'euros.
L'option d'achat est levée en fin de saison. Il s'engage pour quatre ans et son ancien club allemand récupère 9,5 M€ (hors bonus) dans la transaction.
Durant son passage à l'AS Roma, il fait l'objet d'attaques racistes, venant notamment de supporters du club rival de la Lazio.

### Chelsea FC (2017-2022)

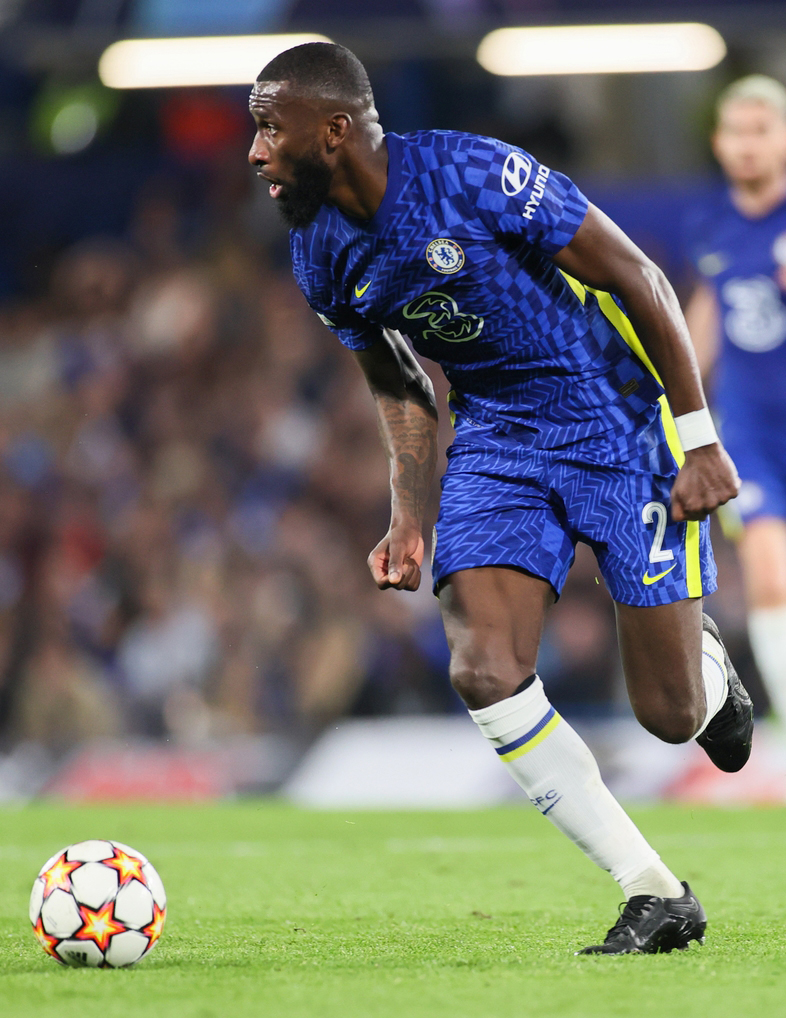
Antonio Rüdiger avec Chelsea en 2022.

Le 9 juillet 2017, Rüdiger rejoint le Chelsea Football Club pour cinq ans. L'indemnité de transfert est estimée à 29 millions de livres et comporte des bonus additionnels pouvant faire monter cette somme à plus de 33 millions de livres. Son arrivée compense numériquement le départ de John Terry et il porte à Chelsea le numéro 2,. Sous les consignes du nouvel entraîneur londonien Maurizio Sarri, Antonio Rüdiger réalise un bon début de saison[pourquoi ?]. Il inscrit un but lors du choc face à Manchester United, le 20 octobre 2018 (2-2). Lors du match retour, le 28 avril 2019, il se blesse face à United (1-1), ce qui met fin à sa saison.
Lors de la saison 2019-2020 voit Frank Lampard arriver au poste d'entraîneur principal de Chelsea. Rüdiger entre dans la rotation au sein de la défense et donc n'est plus titulaire indiscutable.
Pour l'exercice 2020-2021, Rüdiger vit quasiment toute la première partie de saison sur le banc de touche, Lampard lui préférant Thiago Silva, Andreas Christensen et le Français Kurt Zouma. L'entraîneur anglais écarté à la mi-saison, le défenseur allemand se relance sous les ordres de son compatriote Thomas Tuchel. Alors septième de Premier League, Rüdiger est placé dans l'axe de la défense au côté de Thiago Silva ou axe gauche dans une défense à trois avec César Azpilicueta. Il participe à la remontée jusqu'à la quatrième place finale de PL. En parallèle, l'équipe londonienne poursuit son chemin en Ligue des champions. Le 29 mai 2021, Rüdiger est titulaire en finale face à Manchester City et aide à Chelsea à n'encaisser aucun but pour la neuvième fois en douze matchs de C1 lors de cette saison. L'Allemand se fait remarquer par une obstruction volontaire sur Kevin De Bruyne, forcé de quitter le terrain et manquer le début de l’Euro suivant, après avoir été opéré pour des fractures au nez et à l’orbite de l’œil gauche. Ce bloc volontaire est qualifié par la presse internationale de glacial, cynique, voire criminel.

### Real Madrid (depuis 2022)
Le 2 juin 2022, le Real Madrid officialise la venue du joueur allemand, qui n'a pas prolongé son contrat à Chelsea. Cette arrivée s'effectue donc sans paiement d'une indemnité de transfert par le club espagnol et le joueur s'engage pour quatre saisons au club madrilène.
Il fait ses débuts en match officiel le 10 août, en entrant en jeu à la 85e minute lors de la finale de la Supercoupe de l'Uefa.
Sa première titularisation a lieu quatre jours plus tard, lors de la victoire 2-1 du Real Madrid face à Almería.
Le 11 septembre de la même année, il marque son premier but sous ses nouvelles couleurs face au RCD Majorque, et permet à son équipe de l'emporter (4-1).
Le 11 octobre, lors d'un match de ligue des champions contre le Chakhtar Donetsk, il inscrit à la dernière minute du temps additionnel le but de l'égalisation madrilène (1-1), qui s'avère être son premier but dans la compétition sous ses nouvelles couleurs. Sur cette action, il vient marquer de la tête sur un centre de Toni Kroos, mais est percuté violemment par le gardien de l'équipe adverse Anatoliï Troubine, ce qui provoque une blessure importante du défenseur allemand. Il recevra une vingtaine de points de suture à la fin de la rencontre.
Le 26 avril 2025, Rüdiger participe à la défaite madrilène en finale de la Coupe d'Espagne face au rival barcelonais. En fin de rencontre, le joueur allemand est remplacé à la suite d'une blessure puis expulsé après avoir « lancé un objet » vers l'arbitre, un geste qui lui vaut une sanction de six matchs de suspension. Durant celle-ci, il se fait opérer au ménisque du genou gauche,,.

### En équipe nationale
Rüdiger était éligible pour jouer pour l'Allemagne et la Sierra Leone, le pays natal de sa mère et a été membre de plusieurs équipes de jeunes nationales allemandes jusqu'à l'équipe Allemagne U21.
Il fait ses débuts pour l'équipe nationale senior allemande le 13 mai 2014 lors d'une rencontre amicale qui se termine sur un score nul 0–0 contre la Pologne,. Bien qu'il soit initialement inclus dans la sélection de 23 joueurs de son pays pour l'UEFA Euro 2016, Rüdiger est ensuite contraint de se retirer du tournoi en raison d'une blessure, après avoir déchiré le ligament croisé antérieur de son genou droit lors d'une séance d'entraînement le 7 juin.
Rüdiger fait partie de l'équipe nationale allemande qui remporte la Coupe des confédérations 2017 en Russie. Il joue quatre matches dans le tournoi, y compris la victoire 1–0 contre le Chili en finale. Le 8 octobre 2017, il marque son premier but international lors d'une victoire à domicile 5–1 contre l'Azerbaïdjan lors des qualifications pour la Coupe du monde.
Rüdiger est inclus dans la sélection finale de 23 joueurs de l'Allemagne pour la Coupe du monde 2018 le 4 juin 2018. Le 23 juin, il est sélectionné pour le deuxième match de phase de groupes contre la Suède en tant que premier choix en tant que défenseur central après la blessure de Mats Hummels, le match se termine par une victoire 2–1 pour l'Allemagne,. Quatre jours plus tard, il ne joue le dernier match de la phase de groupes et son équipe est éliminée par la Corée du Sud après une défaite 2–0. Le 19 mai 2021, Rüdiger est sélectionné pour le UEFA Euro 2020. Il joue toutes les minutes du tournoi pour l'Allemagne, jusqu'à l'élimination contre l'Angleterre en huitièmes de finale.
En novembre 2022, il est appelé pour la Coupe du monde 2022 au Qatar. Cependant, l'Allemagne est éliminée dès la phase de groupes, terminant troisième derrière le Japon et l'Espagne.
En mai 2024, il figure dans une liste de 27 joueurs appelés par Julian Nagelsmann pour l'Euro 2024, avant de se retrouver dans la liste définitive le 7 juin. Le 14 juin, lors du match d'ouverture face à l'Ecosse, il est à l'origine de l'unique but écossais à la suite d'une tête trompant son propre gardien Manuel Neuer.  Ce but n'a aucune incidence sur la victoire allemande (5-1). L'Allemagne est éliminée en quart de finale par l'Espagne qui remporte ensuite la compétition.
En septembre 2024, Nagelsmann nomme Rüdiger premier vice-capitaine de la sélection allemande, derrière Joshua Kimmich et devant Kai Havertz.

## Style de jeu
Joueur massif (1,90 m), Antonio Rüdiger justifie son agressivité sur la pelouse par son enfance et le racisme qu’il a eu à subir, entre son enfance allemande et ses deux saisons à l’AS Rome : « Je jouais si dur sur des terrains en béton que mes chaussures avaient des trous partout. En fait, on aurait dit des sandales, décrit-il. J’étais si agressif que les gens m’appelaient Rambo. Je jouais comme ça, parce que j’avais beaucoup à prouver ». Son surnom de « Rambo » devient « El Loco » en Espagne,.

## Vie personnelle
Rüdiger est un musulman pratiquant. Il est né à Berlin d'un père Afro-Allemand, Matthias, et d'une mère sierra-léonaise, Lily. Il a grandi dans le quartier de Neukölln à Berlin et est le demi-frère de Sahr Senesie,. Rüdiger s'est souvent exprimé sur le racisme dans le sport, notamment après un match contre Tottenham Hotspur le 24 février 2020. En 2021, il a écrit sur ce sujet un article pour The Players' Tribune, intitulé "Cet article ne résoudra pas le racisme dans le football", discutant de ses expériences avec le racisme tout au long de sa vie et de sa carrière, et des moyens potentiels de le combattre. Il est marié et a un fils et une fille.
Rüdiger est à l'initiative d'une fondation, « Antonio Rüdiger For Sierra Leone », à but caritatif pour soutenir la Sierra Leone.

## Statistiques

### En club
| Saison                | Club                  | Championnat           | Championnat | Championnat | Championnat | Coupe nationale | Coupe nationale | Coupe nationale | Coupe de la Ligue | Coupe de la Ligue | Coupe de la Ligue | Supercoupe | Supercoupe | Supercoupe | Compétition(s) continentale(s) | Compétition(s) continentale(s) | Compétition(s) continentale(s) | Compétition(s) continentale(s) | Supercoupe UEFA | Supercoupe UEFA | Supercoupe UEFA | Autres compétitions | Autres compétitions | Autres compétitions | Autres compétitions | Total | Total | Total |
| Saison                | Club                  | Division              | M.          | B.          | P.d.        | M.              | B.              | P.d.            | M.                | B.                | P.d.              | M.         | B.         | P.d.       | Comp.                          | M.                             | B.                             | P.d.                           | M.              | B.              | P.d.            | Comp.               | M.                  | B.                  | P.d.                | M.    | B.    | P.d.  |
| 2011-2012             | VfB Stuttgart II      | 3. Liga               | 17          | 1           | 0           | -               | -               | -               | -                 | -                 | -                 | -          | -          | -          | -                              | -                              | -                              | -                              | -               | -               | -               | -                   | -                   | -                   | -                   | 17    | 1     | 0     |
| 2012-2013             | VfB Stuttgart II      | 3. Liga               | 4           | 2           | 0           | -               | -               | -               | -                 | -                 | -                 | -          | -          | -          | -                              | -                              | -                              | -                              | -               | -               | -               | -                   | -                   | -                   | -                   | 4     | 2     | 0     |
| 2014-2015             | VfB Stuttgart II      | 3. Liga               | 1           | 0           | 0           | -               | -               | -               | -                 | -                 | -                 | -          | -          | -          | -                              | -                              | -                              | -                              | -               | -               | -               | -                   | -                   | -                   | -                   | 1     | 0     | 0     |
| Sous-total            | Sous-total            | Sous-total            | 22          | 3           | 0           | -               | -               | -               | -                 | -                 | -                 | -          | -          | -          | -                              | -                              | -                              | -                              | -               | -               | -               | -                   | -                   | -                   | -                   | 22    | 3     | 0     |
| 2011-2012             | VfB Stuttgart         | Bundesliga            | 1           | 0           | 0           | -               | -               | -               | -                 | -                 | -                 | -          | -          | -          | -                              | -                              | -                              | -                              | -               | -               | -               | -                   | -                   | -                   | -                   | 1     | 0     | 0     |
| 2012-2013             | VfB Stuttgart         | Bundesliga            | 16          | 0           | 0           | 4               | 0               | 0               | -                 | -                 | -                 | -          | -          | -          | C3                             | 4                              | 0                              | 0                              | -               | -               | -               | -                   | -                   | -                   | -                   | 24    | 0     | 0     |
| 2013-2014             | VfB Stuttgart         | Bundesliga            | 30          | 2           | 0           | 1               | 0               | 0               | -                 | -                 | -                 | -          | -          | -          | C3                             | 4                              | 0                              | 0                              | -               | -               | -               | -                   | -                   | -                   | -                   | 35    | 2     | 0     |
| 2014-2015             | VfB Stuttgart         | Bundesliga            | 19          | 0           | 1           | 1               | 0               | 0               | -                 | -                 | -                 | -          | -          | -          | -                              | -                              | -                              | -                              | -               | -               | -               | -                   | -                   | -                   | -                   | 20    | 0     | 1     |
| Sous-total            | Sous-total            | Sous-total            | 66          | 2           | 1           | 6               | 0               | 0               | -                 | -                 | -                 | -          | -          | -          | -                              | 8                              | 0                              | 0                              | -               | -               | -               | -                   | -                   | -                   | -                   | 80    | 2     | 1     |
| 2015-2016             | AS Rome (prêt)        | Serie A               | 30          | 2           | 0           | 1               | 0               | 0               | -                 | -                 | -                 | -          | -          | -          | C1                             | 6                              | 0                              | 0                              | -               | -               | -               | -                   | -                   | -                   | -                   | 37    | 2     | 0     |
| 2016-2017             | AS Rome               | Serie A               | 26          | 0           | 2           | 4               | 0               | 0               | -                 | -                 | -                 | -          | -          | -          | C3                             | 5                              | 0                              | 1                              | -               | -               | -               | -                   | -                   | -                   | -                   | 35    | 0     | 3     |
| Sous-total            | Sous-total            | Sous-total            | 56          | 2           | 2           | 5               | 0               | 0               | -                 | -                 | -                 | -          | -          | -          | -                              | 11                             | 0                              | 1                              | -               | -               | -               | -                   | -                   | -                   | -                   | 72    | 2     | 3     |
| 2017-2018             | Chelsea FC            | Premier League        | 27          | 2           | 1           | 6               | 0               | 0               | 5                 | 1                 | 1                 | 1          | 0          | 0          | C1                             | 6                              | 0                              | 0                              | -               | -               | -               | -                   | -                   | -                   | -                   | 45    | 3     | 2     |
| 2018-2019             | Chelsea FC            | Premier League        | 33          | 1           | 0           | 2               | 0               | 0               | 4                 | 0                 | 0                 | 1          | 0          | 0          | C3                             | 4                              | 0                              | 0                              | -               | -               | -               | -                   | -                   | -                   | -                   | 44    | 1     | 0     |
| 2019-2020             | Chelsea FC            | Premier League        | 20          | 2           | 0           | 2               | 0               | 0               | 2                 | 0                 | 0                 | -          | -          | -          | C1                             | 2                              | 0                              | 0                              | 0               | 0               | 0               | -                   | -                   | -                   | -                   | 26    | 2     | 0     |
| 2020-2021             | Chelsea FC            | Premier League        | 19          | 1           | 0           | 4               | 0               | 0               | -                 | -                 | -                 | -          | -          | -          | C1                             | 11                             | 0                              | 1                              | -               | -               | -               | -                   | -                   | -                   | -                   | 34    | 1     | 1     |
| 2021-2022             | Chelsea FC            | Premier League        | 34          | 3           | 0           | 5               | 0               | 0               | 3                 | 1                 | 0                 | -          | -          | -          | C1                             | 9                              | 1                              | 1                              | 1               | 0               | 0               | CMC                 | 2                   | 0                   | 0                   | 54    | 5     | 1     |
| Sous-total            | Sous-total            | Sous-total            | 133         | 9           | 1           | 19              | 0               | 0               | 14                | 2                 | 1                 | 2          | 0          | 0          | -                              | 32                             | 1                              | 2                              | 1               | 0               | 0               | -                   | 2                   | 0                   | 0                   | 203   | 12    | 4     |
| 2022-2023             | Real Madrid CF        | Liga                  | 33          | 1           | 0           | 5               | 0               | 0               | -                 | -                 | -                 | 2          | 0          | 0          | C1                             | 10                             | 1                              | 0                              | 1               | 0               | 0               | CMC                 | 2                   | 0                   | 0                   | 53    | 2     | 0     |
| 2023-2024             | Real Madrid CF        | Liga                  | 33          | 1           | 0           | 1               | 0               | 0               | -                 | -                 | -                 | 2          | 1          | 0          | C1                             | 12                             | 0                              | 2                              | -               | -               | -               | -                   | -                   | -                   | -                   | 48    | 2     | 2     |
| 2024-2025             | Real Madrid CF        | Liga                  | 29          | 0           | 0           | 4               | 1               | 0               | -                 | -                 | -                 | 2          | 0          | 0          | C1                             | 13                             | 2                              | 0                              | 1               | 0               | 0               | CIC+CMC             | 1+5                 | 0+0                 | 0+0                 | 55    | 3     | 0     |
| Sous-total            | Sous-total            | Sous-total            | 95          | 2           | 0           | 10              | 1               | 0               | -                 | -                 | -                 | 6          | 1          | 0          | -                              | 35                             | 3                              | 2                              | 2               | 0               | 0               | -                   | 8                   | 0                   | 0                   | 156   | 7     | 2     |
| Total sur la carrière | Total sur la carrière | Total sur la carrière | 372         | 18          | 4           | 40              | 1               | 0               | 14                | 2                 | 1                 | 8          | 1          | 0          | -                              | 86                             | 4                              | 5                              | 3               | 0               | 0               | -                   | 10                  | 0                   | 0                   | 533   | 26    | 10    |

### En sélection nationale
| Saison                | Sélection             | Phases finales                | Phases finales | Phases finales | Phases finales | Éliminatoires CDM | Éliminatoires CDM | Éliminatoires CDM | Éliminatoires EURO | Éliminatoires EURO | Éliminatoires EURO | Ligue Nations UEFA | Ligue Nations UEFA | Ligue Nations UEFA | Matchs amicaux | Matchs amicaux | Matchs amicaux | Total | Total | Total |
| Saison                | Sélection             | Compétition                   | M              | B              | Pd             | M                 | B                 | Pd                | M                  | B                  | Pd                 | M                  | B                  | Pd                 | M              | B              | Pd             | M     | B     | Pd    |
| --------------------- | --------------------- | ----------------------------- | -------------- | -------------- | -------------- | ----------------- | ----------------- | ----------------- | ------------------ | ------------------ | ------------------ | ------------------ | ------------------ | ------------------ | -------------- | -------------- | -------------- | ----- | ----- | ----- |
| 2013-2014             | Allemagne             | Coupe du monde 2014           | -              | -              | -              | -                 | -                 | -                 | -                  | -                  | -                  | -                  | -                  | -                  | 1              | 0              | 0              | 1     | 0     | 0     |
| 2014-2015             | Allemagne             | -                             | -              | -              | -              | -                 | -                 | -                 | 2                  | 0                  | 0                  | -                  | -                  | -                  | 3              | 0              | 0              | 5     | 0     | 0     |
| 2015-2016             | Allemagne             | Euro 2016                     | -              | -              | -              | -                 | -                 | -                 | -                  | -                  | -                  | -                  | -                  | -                  | 5              | 0              | 0              | 5     | 0     | 0     |
| 2016-2017             | Allemagne             | Coupe des confédérations 2017 | 4              | 0              | 0              | 0                 | 0                 | 0                 | -                  | -                  | -                  | -                  | -                  | -                  | 2              | 0              | 0              | 6     | 0     | 0     |
| 2017-2018             | Allemagne             | Coupe du monde 2018           | 1              | 0              | 0              | 3                 | 1                 | 0                 | -                  | -                  | -                  | -                  | -                  | -                  | 4              | 0              | 0              | 8     | 1     | 0     |
| 2018-2019             | Allemagne             | -                             | -              | -              | -              | -                 | -                 | -                 | 1                  | 0                  | 1                  | 2                  | 0                  | 0                  | 2              | 0              | 1              | 5     | 0     | 2     |
| 2019-2020             | Allemagne             | -                             | -              | -              | -              | -                 | -                 | -                 | -                  | -                  | -                  | -                  | -                  | -                  | -              | -              | -              | 0     | 0     | 0     |
| 2020-2021             | Allemagne             | Euro 2020                     | 4              | 0              | 0              | 3                 | 0                 | 0                 | -                  | -                  | -                  | 5                  | 0                  | 1                  | 3              | 0              | 0              | 15    | 0     | 1     |
| 2021-2022             | Allemagne             | -                             | -              | -              | -              | 4                 | 1                 | 0                 | -                  | -                  | -                  | 3                  | 0                  | 0                  | 1              | 0              | 0              | 8     | 1     | 0     |
| 2022-2023             | Allemagne             | Coupe du monde 2022           | 3              | 0              | 0              | -                 | -                 | -                 | -                  | -                  | -                  | 1                  | 0                  | 0                  | 3              | 0              | 1              | 7     | 0     | 1     |
| 2023-2024             | Allemagne             | Euro 2024                     | 5              | 0              | 0              | -                 | -                 | -                 | -                  | -                  | -                  | -                  | -                  | -                  | 9              | 1              | 0              | 14    | 1     | 0     |
| 2024-2025             | Allemagne             | -                             | -              | -              | -              | -                 | -                 | -                 | -                  | -                  | -                  | 5                  | 0                  | 1                  | -              | -              | -              | 5     | 0     | 1     |
| Total sur la carrière | Total sur la carrière | Total sur la carrière         | 17             | 0              | 0              | 10                | 2                 | 0                 | 3                  | 0                  | 1                  | 16                 | 0                  | 2                  | 33             | 1              | 2              | 79    | 3     | 5     |

### En sélection
| # | Date             | Lieu                                              | Adversaire  | Score | Résultat | Compétition                       | Nature du but | Passeur décisif |
| - | ---------------- | ------------------------------------------------- | ----------- | ----- | -------- | --------------------------------- | ------------- | --------------- |
| 1 | 8 octobre 2017   | Fritz-Walter-Stadion, Kaiserslautern, Allemagne   | Azerbaïdjan | 3-1   | 5-1      | Coupe du monde 2018-Eliminatoires | de la tête    | Joshua Kimmich  |
| 2 | 8 septembre 2021 | Laugardalsvöllur, Reykjavik, Islande              | Islande     | 0-2   | 0-4      | Coupe du monde 2022-Eliminatoires | de la tête    | Joshua Kimmich  |
| 3 | 17 octobre 2023  | Lincoln Financial Field, Philadelphie, États-Unis | Mexique     | 0-1   | 2-2      | match amical                      | de la tête    | Robin Gosens    |

## Palmarès

### En club
VfB Stuttgart :
- Coupe d'Allemagne
  - Finaliste : 2013

 As Rome :
- Serie A
  - Vice-champion : 2017

 Chelsea FC :
- Ligue Europa
  - Vainqueur : 2019

- Ligue des champions
  - Vainqueur : 2021
- Coupe du monde des clubs
  - Vainqueur : 2021
- Supercoupe de l'UEFA
  - Vainqueur : 2021
  - Finaliste : 2019
- Coupe d'Angleterre
  - Vainqueur : 2018
  - Finaliste :  2020, 2021 et 2022
- Coupe de la Ligue anglaise
  - Finaliste : 2019 et 2022
- Community Shield
  - Finaliste : 2017 et 2018

 Real Madrid CF :
- Championnat d'Espagne
  - Champion : 2024
  - Vice-champion : 2023 et 2025
- Coupe d'Espagne
  - Vainqueur : 2023
  - Finaliste : 2025
- Supercoupe d'Espagne
  - Vainqueur: 2024
  - Finaliste : 2023 et 2025
- Supercoupe de l'UEFA
  - Vainqueur : 2022 et 2024
- Coupe du monde des clubs
  - Vainqueur :  2022
- Ligue des champions
  - Vainqueur : 2024
- Coupe intercontinentale de la FIFA
  - Vainqueur : 2024

### En équipe nationale
Allemagne :
- Coupe des confédérations
  - Vainqueur : 2017

### Distinctions Personnelles
- Médaille d'or Fritz Walter dans la catégorie U19 en 2012
- Membre de l'équipe type de la Premier League en 2022[41]
- Membre de l'équipe type de l'UEFA en 2022[42]
- 25e au Ballon d'or 2022
- Membre de l'équipe type de la Ligue des champions de l'UEFA en 2024.